# Lino Nessi
Lino Nessi (1904) è stato un calciatore paraguaiano, di ruolo attaccante.

## Carriera
Giocò due partite nel mondiale del 1930 con la nazionale paraguaiana.